# Дюлёран, Нестор
Нестор Дюлёран (пол. Nestor Duleran) (ок. 1825 — 1868) — один из руководителей польского восстания.

## Биография
По сведениям заведующего украинской редакцией Нью-Йоркского бюро «Радио Свобода» Ю. Б. Дулерайна — предположительно является потомком Йозефа делла Рейна. Железнодорожный служащий, работал в Вильно, в управлении строительством, резервный начальник Виленской станции железной дороги. В 1862-1863 комиссар Центрального национального комитета в Варшаве (впоследствии Национальное правительство) по Литве и Белоруссии. Член консервативного крыла во время польского восстания, был отстранён от руководства восстанием членами демократического крыла. Решительно отстаивал программу «Руха» — завоевание независимости общими силами всех сословий, ведение пропаганды в национальном духе. Впоследствии эмигрировал.